# Dorobanțu, Călărași
Dorobanțu là một xã thuộc hạt Călărași, România. Dân số thời điểm năm 2002 là 3480 người.